# The Dictators Go Girl Crazy!
The Dictators Go Girl Crazy! es el primer álbum de la banda de Punk Rock neoyorkina The Dictators publicado en 1975. Editado originalmente por el sello Epic Records, el álbum ha sido reeditado en CD y LP por Epic, Norton Records y Sony Music Media.

## Influencia
En su crítica, All Music precisa que mientras que el álbum fue confuso para el público en el momento de su publicación, con el tiempo se convirtió en inspiración para docenas de grupos que les siguieron, con su mezcla de punk rock y heavy metal. La revista de rock'n'roll Trouser Press añade que la banda merece el reconocimiento por mezclar la esencia de la cultura basura con rock'n'roll rápido, creando un nuevo tipo musical. Según un artículo aparecido en el periódico neoyorquino Village Voice, el mal gusto, humor y desafío del álbum sentó un precedente que ha sido repetido en los trabajos de bandas como Ramones y Beastie Boys.
Además de influir a otros músicos, el álbum fue uno de los factores que provocó la creación de la revista Punk, que daría nombre al nuevo estilo musical, del crítico Legs McNeil. En el libro Por favor, mátame, McNeil cuenta que el álbum le causó tanta impresión a él y a sus amigos que comenzaron la revista únicamente para poder salir con The Dictators.

## Canciones
Todas las canciones, menos donde se indica otra cosa, fueron compuestas por Andy Shernoff.
1. "The Next Big Thing" – 4:20
2. "I Got You Babe" (Sonny Bono) – 4:08
3. "Back to Africa" – 3:35
4. "Master Race Rock" – 4:13
5. "Teengenerate" – 3:24
6. "California Sun" (Henry Glover, Morris Levy) – 3:04
7. "Two Tub Man" – 4:08
8. "Weekend" – 4:00
9. "(I Live For) Cars and Girls" – 3:56

## Créditos

### Músicos
- Ross "The Boss" Funicello – Guitarra, voz
- Scott Kempner – Guitarra
- Stu Boy King – Batería, percusión
- Handsome Dick Manitoba – Voz
- Andy Shernoff – Bajo, Teclado, voz

### Producción
- Greg Calbi – Masterización
- David Gahr – Fotógrafo
- Tim Geelan – Ingeniero
- Murray Krugman – Productor
- Sandy Pearlman – Productor
- Ed Sprigg – Mezclador
- Lou Waxman – Ingeniero